# Klein Wiershausen
Klein Wiershausen is een klein dorp in de gemeente Rosdorf in het Landkreis Göttingen in Nedersaksen in Duitsland. Het werd in 1973 bij Rosdorf gevoegd. Het dorp heeft een kapel die als weertoren werd gebouwd in de veertiende eeuw.